# Eduardo da Silva
Eduardo Alves da Silva, mais conhecido como Eduardo da Silva ou simplesmente Eduardo (Rio de Janeiro, 25 de fevereiro de 1983), é um ex-futebolista brasileiro naturalizado croata que atuava como atacante. 
Em 23 de fevereiro de 2008, durante uma partida contra o Birmingham City, o jogador sofreu uma fratura exposta na perna (fíbula) esquerda, após ser atingido violentamente pelo zagueiro Martin Taylor. Por conta dessa lesão, ele desfalcou a Croácia na Eurocopa de 2008.

## Carreira

### Categorias de base
Eduardo cresceu no bairro carioca de Vila Kennedy e deu os primeiros passos de sua carreira no futebol no Ceres e depois no CBF Nova Kennedy.
Apesar de não ter jogado regularmente nas categorias de base, logo despertou o interesse do Dínamo Zagreb, da Croácia.

### Dinamo Zagreb
Mais tarde, em 1999, foi observado por olheiros Dinamo Zagreb e se juntou ao elenco de categorias de base do clube croata, em setembro de 1999.
Permaneceu por três meses em fase de testes no Dinamo, até dezembro de 1999, e retornou ao clube em fevereiro de 2000, quando começou a atuar regularmente no sub-17 da equipe.
Chegou finalmente à equipe principal no verão de 2001, apesar de ter sofrido algumas lesões que o atrapalharam no início de sua carreira.

#### Empréstimo ao Inter Zaprešić
Ao final da temporada 2001–02, depois de fazer sua estreia na equipe principal do Dinamo Zagreb, foi emprestado na temporada 2002–03 ao Inker Zaprešic (atual Inter Zaprešić), da segunda divisão croata, para adquirir experiência. Em sua passagem pelo Zaprešic, marcou 10 gols em 15 jogos pelo campeonato nacional.

#### Retorno ao Dinamo Zagreb

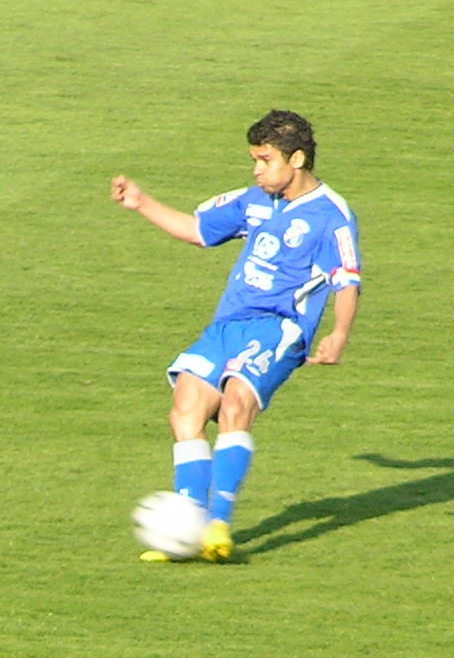
Pelo Dinamo Zagreb.

Na temporada 2003–04, após o final do empréstimo ao Inter Zaprešić, rapidamente estabeleceu-se no time titular do Dinamo Zagreb. Foi eleito o melhor jogador da Prva HNL, o campeonato croata, em 2003–04, assim como em 2005–06 e 2006–07, quando foi um dos mais importantes jogadores na equipe do Dinamo, que conquistou dois títulos consecutivos do campeonato nacional, bem como um título na Copa da Croácia. Em 2006, ele também ajudou a ganhar a Supercopa da Croácia, marcando dois gols na vitória por 4 a 1 sobre o NK Rijeka.
Na temporada 2006–07, marcou cinco gols em seis jogos para o Dinamo Zagreb, nos dois jogos de classificação para a Liga dos Campeões da UEFA de 2006–07, eliminatória na qual sua equipe foi eliminada pelo Arsenal, que viria a ser sua futura equipe, e no primeiro jogo da Copa da UEFA de 2006–07. Após uma vitória fora de casa por 4 a 1 sobre o FK Ekranas, marcou o primeiro gol de Liga dos Campeões da UEFA do novo estádio do Arsenal, o Emirates Stadium, em 23 de agosto de 2006, a coincidência é que a equipe londrina viria a contratá-lo no ano seguinte. Ele também marcou os dois gols na derrota do Dinamo por 5 a 2 no agregado contra o Auxerre, na primeira ronda da UEFA Cup, em setembro de 2006.
Ainda na temporada 2006–07, obteve um melhor desempenho para o Dinamo Zagreb na Prva HNL, com 18 gols em 18 partidas até as férias de inverno daquela temporada, incluindo um hat-trick e sete assistências. Além disso, foi o único jogador que atuou em todas as 18 partidas do clube antes das férias, tendo também iniciado como titular em todas elas. Em meados de novembro de 2006, marcou dois hat-tricks em dois jogos consecutivos, um pelo Dinamo e outro pela Croácia, em um período de quatro dias.
Na vitória do Dinamo Zagreb por 4 a 0 no clássico contra o NK Zagreb, em 12 de maio de 2007, marcou seus gols de número 30 e 31 da temporada 2006–07 e se tornou o artilheiro da Prva HNL com mais gols em todos os tempos, totalizando 34 gols na temporada, ele quebrou um recorde de treze anos estabelecido pelo ex-atacante do Dinamo Zagreb, Goran Vlaović, com 29 gols na temporada 1993–94. No jogo final da temporada 2006–07, em 19 de maio de 2007, se tornou o primeiro jogador a marcar um hat-trick no outro clássico croata, entre Dinamo Zagreb e Hajduk Split, em que o Dinamo venceu por 3 a 0. Terminou a temporada 2006–07 com um total de 34 gols em 32 jogos pelo campeonato nacional.

### Arsenal

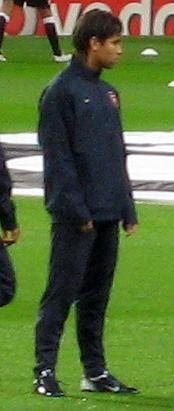
Treinando pelo Arsenal.

Em 3 de julho de 2007, o Arsenal, da Inglaterra, confirmou que os tinha um acerto com o Dinamo Zagreb para a contratação do jogador por um valor não revelado, mas acreditava-se que fosse em torno de 7,6 milhões de libras esterlinas, sujeito a receber a autorização de trabalho. A autorização inicial de trabalho foi recusada pela Home Office (departamento responsável pelo controle de imigração no Reino Unido), mas a decisão foi revertida em 2 de agosto de 2007, graças a um recurso.
Na temporada 2007–08, estreou pelo Arsenal na Premier League em 19 de agosto de 2007, no empate por 1 a 1 com o Blackburn Rovers. Dez dias depois, marcou seu primeiro gol pelos gunners nas eliminatórias da Liga dos Campeões da UEFA de 2007–08, contra o Sparta Praga, que o Arsenal venceu por 5 a 0 no agregado. Marcou o seu primeiro gol na fase de grupos em 19 de setembro de 2007, contra o Sevilla. Enquanto ainda lutava para conquistar seu lugar na equipe titular do Arsenal, continuou a marcar gols na Carling Cup, marcando duas vezes em dois jogos consecutivos, contra o Sheffield United e o Blackburn Rovers, ajudando a equipe a chegar às semifinais da competição. Encontrou ainda mais chances de ser titular devido às longas lesões de Robin van Persie, e fez dupla com Emmanuel Adebayor no ataque dos gunners.
Finalmente conseguiu se manter no time titular do Arsenal na Premier League de 2007–08 no período de Natal e Ano-Novo de 2007, marcando seus dois primeiros gols na Premier League na vitória por 4 a 1 contra o Everton, em 29 de dezembro de 2007, antes dos gols de Eduardo, o Arsenal vencia por 2 a 1 nos quinze primeiros minutos do segundo tempo. Já em 2008, em 1 de janeiro, abriu o placar depois de apenas um minuto e doze segundos da partida contra o West Ham United, o Arsenal acabou por vencer por 2 a 0. Ainda na primeira semana do ano, teve uma estreia bem sucedida na FA Cup, na partida contra o Burnley, marcando o primeiro gol, logo no início, e, em seguida, dando a assistência do segundo para Nicklas Bendtner. Nos três jogos seguintes, ainda em janeiro, marcou mais três gols, deu duas assistências e ganhou um pênalti. Ajudou o Arsenal a retornar à liderança da Premier League de 2007–08, no início de fevereiro, marcando um gol na vitória por 3 a 1 sobre o Manchester City, no City of Manchester Stadium, e dando uma assistência para Philippe Senderos na vitória por 2 a 0 sobre o Blackburn Rovers, no Emirates Stadium.

#### Grave lesão

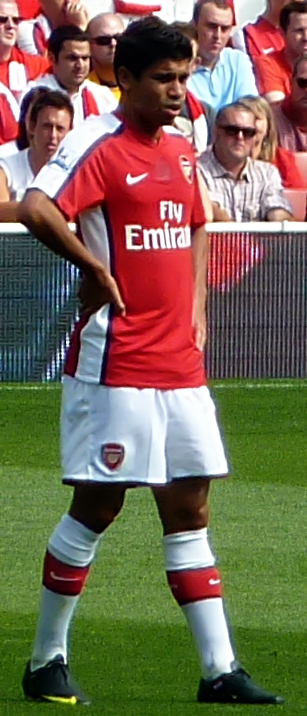
Eduardo atuando pelo Arsenal.

Em 23 de fevereiro de 2008, durante uma partida contra o Birmingham City, o jogador sofreu uma fratura exposta na fíbula esquerda e uma luxação no tornozelo esquerdo, após ser atingido violentamente pelo zagueiro Martin Taylor, que foi imediatamente expulso pelo árbitro.
Eduardo foi imediatamente levado ao Selly Oak Hospital, em Birmingham, onde foi submetido a uma cirurgia. A lesão de Eduardo foi tão grave que algumas emissoras de TV que estavam transmitindo o jogo optaram por não mostrar replays do lance.
O treinador do Arsenal, Arsène Wenger, fez duras críticas à Taylor, sugerindo até que o zagueiro fosse banido do esporte, mas mudou de ideia sobre seu comentário posteriormente. Embora a culpa fosse destinada ao zagueiro inglês pelo carrinho, colegas e treinadores de Taylor afirmaram que ele nunca faria tal ato por vontade própria. Taylor alegou ter ido visitar Eduardo no hospital e que seu pedido de desculpas foi aceito. Eduardo, no entanto, não se lembrava da visita de Taylor ou mesmo do carrinho que sofreu.
Por conta desta lesão, Eduardo desfalcou a Croácia na Euro 2008.

#### Retorno aos gramados
De acordo com os médicos, a previsão inicial para a recuperação era de seis meses. Porém, sua recuperação durou muito mais tempo.
Retornou apenas em 16 de fevereiro de 2009, começando a partida contra o Cardiff City na FA Cup, marcando aos 21 minutos de jogo e convertendo um pênalti no segundo tempo. No entanto, nesse jogo, ele sofreu uma lesão muscular.
Retornou novamente contra o Burnley, na 5ª rodada da FA Cup, marcando o segundo gol do Arsenal. Ele fez sua primeira partida na Premier League após a grave fratura no dia de abertura da Premier League 2009–10, contra o Everton, marcando o sexto gol do Arsenal na vitória por 6 a 1.
Uma semana depois, Eduardo foi acusado de simulação pelo presidente-executivo da Scottish Premier League, Gordon Smith, para ganhar um pênalti na vitória por 3 a 1 sobre o Celtic, pelas eliminatórias da UEFA Champions League 2009–10. Smith também exigiu uma punição para o Croácia|croata. Em 28 de agosto de 2009, Eduardo foi punido pela UEFA com dois jogos de suspensão por "enganar o árbitro", mas este foi anulado por recurso. Ainda pela Champions League, mas já na fase de grupos, Eduardo marcou o gol da vitória do Arsenal na vitória por 3 a 2 sobre o Standard de Liège, em 16 de setembro de 2009.
Em 18 de novembro de 2009, assinou a renovação de seu contrato com o Arsenal.

### Shakhtar Donetsk

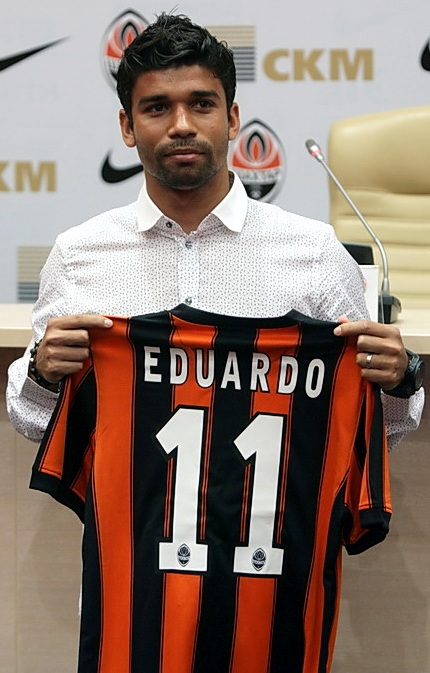
Eduardo recebendo a camisa 11 em sua apresentação pelo Shakhtar Donetsk.

Após não receber muitas oportunidades pelo Arsenal durante a temporada 2009–10, Eduardo acertou um contrato de quatro anos com o Shakhtar Donetsk, da Ucrânia. O jogador encontrará outros vários brasileiros no elenco, como Douglas Costa, Fernandinho, Willian, Alex Teixeira, Luiz Adriano e Dentinho.
Estreou pelo Shakhtar Donetsk fazendo logo seu primeiro gol na goleada por 5 a 0 diante o Sevastopol em partida válida pelo Campeonato Ucraniano. Eduardo acabou sendo surpreendido após o seu ex-clube Arsenal acaba caindo no mesmo grupo do Shakhtar na Liga dos Campeões. , Eduardo acabou vendo o Shakhtar ser goleada por por 5 a 1, Eduardo foi o autor do único gol do time ucraniano, ainda no jogo o atacante recebeu aplausos da torcida londrina. No segundo jogo, Eduardo marcou o gol da vitória de virada por 2 a 1 contra o Arsenal, o jogador mostrou respeito ao ex-clube e não comemorou o gol.
No dia 6 de novembro de 2010 Eduardo marcou um gol de voleio na vitória por 2 a 0 fora de casa contra o Kryvbas, em partida válida pelo Campeonato Ucraniano. Em partida válida pela Liga dos Campeões, Eduardo marcou um dos gols na vitória por 3 a 0 diante do Partizan da Sérvia.
Em 5 de abril de 2014 marcou dois gols dos três gols do Shakhtar contra o Karpaty Lviv. O primeiro veio após o cruzamento do lateral Srna, o segundo também originou dos pés do lateral crota.

### Flamengo
Após a Copa do Mundo de 2014, e com a reserva no Shakhtar Donetsk e o país ucraniano em possível conflito, e sem contrato com o time ucraniano, Eduardo acerta com o Flamengo, sem custos. Realizou sua estreia pelo Flamengo na derrota por 1 a 0 diante da Chapecoense, Eduardo teve uma atuação discreta, mas mostrou ter habilidade quando esteve com a bolas nos pés e acertando todos os passes.
Marcou o primeiro gol com a camisa do Flamengo na partida contra o Sport, em uma jogada construída pelo lateral-esquerdo João Paulo, o atacante subiu livre para cabecear e fazer o seu primeiro gol com a camisa Rubro-Negra. O jogo terminou 1 a 0 para o Flamengo. Diante do Atlético Mineiro Eduardo foi decisivo após sofrer um pênalti e marcar o gol na vitória de virada por 2 a 1, em partida válida pelo Campeonato Brasileiro. Foi novamente decisivo no jogo de volta na Copa do Brasil contra o Coritiba, em que marcou o terceiro gol na vitória por 3 a 0 que garantiu a decisão nos pênaltis, pois o Flamengo havia perdido o primeiro jogo por 3 a 0. Nos pênaltis o Rubro-Negro venceu por 3 a 2 e se classificando para as quartas de final.
Depois de muito tempo sem marcar gol pelo Flamengo e voltar de lesão, Eduardo voltou a marcar pelo Rubro-Negro na goleada por 5 a 1 diante da Cabofriense em partida válida pelo Campeonato Carioca.
Pelo Brasileirão 2015, na partida contra a Chapecoense no Maracanã, válida pela 6ª rodada, Eduardo acertou um belo chapéu, na grande área, e cruzou para Marcelo Cirino, que não conseguiu chegar na bola. O lance, que arrancou aplausos dos presentes ao Maracanã, venceu a enquete do programa "É Gol!!!" do SporTV de drible mais abusado da rodada do Campeonato Brasileiro, com 54,3% dos votos da pesquisa.

### Retorno ao Shakhtar
Após quase um ano atuando no Brasil, Eduardo acertou sua volta ao Shakhtar Donetsk assinando um contrato de um ano e meio.

### Atlético Paranaense
Em 2017 retornou ao Brasil, para defender o Atlético Paranaense

### Seleção Croata
Em 2002, Eduardo conseguiu a nacionalidade croata e foi convocado para jogar pela Seleção Croata Sub-21 na Euro Sub-21 2004, realizada na Alemanha. Ele jogou todos os três jogos da Croácia no torneio, antes de serem eliminados ainda na fase de grupos. Eduardo também marcou um gol em sua estreia pela seleção, contra Sérvia e Montenegro Sub-21. Eduardo também foi convocado para as eliminatórias da Euro Sub-21 2006, no qual ele fez um total de nove partidas e marcou sete gols. No entanto, a Croácia não se classificou para o torneio, após perder para a mesma Sérvia e Montenegro Sub-21 por 5 a 2 no placar agregado nos play-offs, onde Eduardo marcou os dois gols da Croácia. Fez um total de doze partidas e marcou quatorze gols pelo Sub-21 croata, média superior a um gol por jogo.
No segundo semestre de 2004, ele iniciou sua carreira pela seleção principal. Fez sua estreia em 16 de novembro de 2004, numa partida amistosa contra a República da Irlanda, aos 21 anos de idade.
Em 2005, ele atuou em mais dois amistosos com a equipe croata e também jogou em duas partidas da equipe na Carlsberg Cup, realizada em 2006, em Hong Kong. Ele marcou seu primeiro gol pela seleção principal neste torneio, na vitória por 4 a 0 sobre Hong Kong, em 1 de fevereiro de 2006.
Era praticamente certo que Eduardo seria um dos 23 convocados por Zlatko Kranjčar para a disputa da Copa do Mundo 2006, na Alemanha, mas terminou não sendo chamado pelo treinador. Segundo Kranjčar, Eduardo "é um jogador jovem", que ele "não diminui o seu valor" por não convocá-lo, que o atacante será "levado mais a sério" e que "conta com ele em partidas futuras".
Após a Copa do Mundo 2006, Eduardo retornou para a seleção nacional ao abrigo do novo treinador Slaven Bilić, e começou como titular num amistoso contra a Itália, em 16 de agosto de 2006, marcando o primeiro gol na vitória da Croácia por 2 a 0.
Ele viria a estabelecer-se como um dos jogadores-chave na campanha de qualificação da Croácia para a Euro 2008. Ele fez a sua estreia oficial pela Croácia longe num empate sem gols contra a Rússia, em 6 de setembro de 2006, e marcou seu primeiro gol oficial pela Croácia em 11 de outubro de 2006, na vitória por 2 a 0 em Zagreb, contra a Inglaterra, quando ele abriu o placar numa cabeçada contra o gol defendido por Paul Robinson. Nas jogo seguinte do qualificatório, contra Israel, em 15 de novembro de 2006, Eduardo marcou um hat-trick, ajudando a Croácia numa dura vitória por 4 a 3 em Ramat Gan, Israel.
No próximo jogo oficial da Croácia no ano de 2007, em Zagreb, contra Macedônia, em 24 de março de 2007, Eduardo marcou um gol crucial para sua seleção, aos 88 minutos de jogo, ajudando a Croácia a vencer por um magro 2 a 1, após estar perdendo por 1 a 0 no intervalo. Ele passou a ser o salvador da Croácia em ambos os jogos contra Estônia, marcando três gols, por 1 a 0 fora e 2 a 0 em casa, bem como em Zagreb contra Israel, em 13 de outubro de 2007, onde ele marcou o único gol do jogo na vitória croata por 1 a 0. Ele também deu a assistência para Ivica Olić marcar o gol da Croácia na épica vitória por 3 a 2 sobre a Inglaterra, em Londres, jogo que eliminou a seleção inglesa da Euro 2008 em sua própria casa. Ele terminou o qualificatório para a Euro 2008 com dez gols em doze partidas, sendo o segundo artilheiro das eliminatórias, atrás apenas de David Healy, da Irlanda do Norte, que marcou treze.
Devido à fratura exposta de Eduardo na perna esquerda, sofrida em fevereiro de 2008, o atacante não pôde participar da Euro 2008 pela Croácia. No jogo de abertura do grupo B, contra a anfitriã Áustria, cartazes de apoio à Eduardo foram mostrados no meio da torcida croata, em respeito ao atacante. Seu treinador, Slaven Bilić, também dedicou o desempenho da Croácia no torneio a ele.
A Croácia terminou a Euro 2008 com uma boa campanha, sendo eliminada nas oitavas-de-final, contra a Turquia, numa disputa por pênaltis.
Foi convocado para disputar a Copa do Mundo FIFA de 2014 utilizando a camisa de número 22. Eduardo atuou em apenas uma partida que foi na goleada por 4 a 0 diante de Camarões, o atacante entrou ainda no segundo tempo.
No dia 15 de julho de 2014, Eduardo decidiu se aposentar da Seleção Croata aos 31 anos.
| “ | Obrigado a todos no time nacional da Croácia, colegas, torcedores e todas as boas pessoas com as quais passei bons momentos. Ganhei bons amigos. | ” |

## Estatísticas
Até 14 de fevereiro de 2015.

### Clubes
| Clube             | Temporada         | Campeonato nacional | Campeonato nacional | Campeonato nacional | Copa nacional[a] | Copa nacional[a] | Copa nacional[a] | Competições continentais[b] | Competições continentais[b] | Competições continentais[b] | Outros torneios[c] | Outros torneios[c] | Outros torneios[c] | Total | Total | Total   |
| Clube             | Temporada         | Jogos               | Gols                | Assist.             | Jogos            | Gols             | Assist.          | Jogos                       | Gols                        | Assist.                     | Jogos              | Gols               | Assist.            | Jogos | Gols  | Assist. |
| ----------------- | ----------------- | ------------------- | ------------------- | ------------------- | ---------------- | ---------------- | ---------------- | --------------------------- | --------------------------- | --------------------------- | ------------------ | ------------------ | ------------------ | ----- | ----- | ------- |
| Inter Zaprešić    | 2001–02           | 5                   | 2                   | 0                   | —                | —                | —                | —                           | —                           | —                           | —                  | —                  | —                  | 5     | 2     | 0       |
| Inter Zaprešić    | Total             | 5                   | 2                   | 0                   | 0                | 0                | 0                | 0                           | 0                           | 0                           | 0                  | 0                  | 0                  | 5     | 2     | 0       |
| Dinamo Zagreb     | 2001–02           | 4                   | 0                   | 0                   | —                | —                | —                | —                           | —                           | —                           | —                  | —                  | —                  | 4     | 0     | 0       |
| Dinamo Zagreb     | Total             | 4                   | 0                   | 0                   | 0                | 0                | 0                | 0                           | 0                           | 0                           | 0                  | 0                  | 0                  | 4     | 0     | 0       |
| Inter Zaprešić    | 2002–03           | 15                  | 10                  | 0                   | —                | —                | —                | —                           | —                           | —                           | —                  | —                  | —                  | 15    | 10    | 0       |
| Inter Zaprešić    | Total             | 15                  | 10                  | 0                   | 0                | 0                | 0                | 0                           | 0                           | 0                           | 0                  | 0                  | 0                  | 15    | 10    | 0       |
| Dinamo Zagreb     | 2003–04           | 24                  | 9                   | 0                   | 5                | 2                | 0                | 8                           | 1                           | 0                           | —                  | —                  | —                  | 37    | 12    | 0       |
| Dinamo Zagreb     | 2004–05           | 21                  | 10                  | 0                   | 2                | 0                | 0                | —                           | —                           | —                           | 1                  | 0                  | 0                  | 24    | 10    | 0       |
| Dinamo Zagreb     | 2005–06           | 27                  | 20                  | 0                   | 2                | 1                | 0                | —                           | —                           | —                           | 2                  | 0                  | 0                  | 31    | 21    | 0       |
| Dinamo Zagreb     | 2006–07           | 32                  | 34                  | 9                   | 8                | 6                | 0                | 6                           | 5                           | 1                           | 1                  | 1                  | 0                  | 47    | 46    | 10      |
| Dinamo Zagreb     | Total             | 104                 | 73                  | 9                   | 17               | 9                | 0                | 14                          | 6                           | 1                           | 4                  | 1                  | 0                  | 139   | 89    | 10      |
| Arsenal           | 2007–08           | 17                  | 4                   | 6                   | 8                | 5                | 2                | 6                           | 3                           | 1                           | —                  | —                  | —                  | 31    | 12    | 9       |
| Arsenal           | 2008–09           | 2                   | 3                   | 1                   | 0                | 0                | 0                | 2                           | 0                           | 0                           | —                  | —                  | —                  | 4     | 3     | 1       |
| Arsenal           | 2009–10           | 24                  | 4                   | 7                   | 3                | 1                | 0                | 5                           | 2                           | 1                           | —                  | —                  | —                  | 32    | 7     | 8       |
| Arsenal           | Total             | 43                  | 11                  | 14                  | 11               | 6                | 2                | 13                          | 5                           | 2                           | 0                  | 0                  | 0                  | 67    | 22    | 18      |
| Shakhtar Donetsk  | 2010–11           | 22                  | 6                   | 2                   | 3                | 2                | 0                | 8                           | 4                           | 0                           | —                  | —                  | —                  | 33    | 12    | 2       |
| Shakhtar Donetsk  | 2011–12           | 16                  | 5                   | 2                   | 1                | 2                | 0                | 5                           | 0                           | 0                           | —                  | —                  | —                  | 22    | 7     | 2       |
| Shakhtar Donetsk  | 2012–13           | 20                  | 4                   | 5                   | 4                | 0                | 0                | 4                           | 0                           | 0                           | 1                  | 0                  | 0                  | 29    | 4     | 5       |
| Shakhtar Donetsk  | 2013–14           | 23                  | 9                   | 1                   | 5                | 4                | 2                | 2                           | 0                           | 0                           | 0                  | 0                  | 0                  | 30    | 13    | 3       |
| Shakhtar Donetsk  | Total             | 81                  | 24                  | 10                  | 13               | 8                | 2                | 19                          | 4                           | 0                           | 1                  | 0                  | 0                  | 114   | 36    | 12      |
| Flamengo          | 2014              | 18                  | 8                   | 3                   | 6                | 1                | 0                | —                           | —                           | —                           | —                  | —                  | —                  | 24    | 9     | 3       |
| Flamengo          | 2015              | 9                   | 2                   | 1                   | 3                | 1                | 0                | —                           | —                           | —                           | 13                 | 2                  | 0                  | 25    | 5     | 1       |
| Flamengo          | Total             | 27                  | 10                  | 4                   | 9                | 2                | 0                | 0                           | 0                           | 0                           | 13                 | 2                  | 0                  | 49    | 14    | 4       |
| Shakhtar Donetsk  | 2015–16           | 19                  | 12                  | 2                   | 7                | 2                | 0                | 15                          | 4                           | 0                           | 0                  | 0                  | 0                  | 41    | 18    | 2       |
| Shakhtar Donetsk  | 2016–17           | 10                  | 2                   | 3                   | 1                | 0                | 0                | 7                           | 1                           | 0                           | 1                  | 0                  | 0                  | 19    | 3     | 3       |
| Shakhtar Donetsk  | Total             | 29                  | 14                  | 5                   | 8                | 2                | 0                | 22                          | 5                           | 0                           | 1                  | 0                  | 0                  | 60    | 21    | 5       |
| Atlético-PR       | 2017              | —                   | —                   | —                   | —                | —                | —                | 0                           | 0                           | 0                           | —                  | —                  | —                  | 0     | 0     | 0       |
| Atlético-PR       | Total             | 0                   | 0                   | 0                   | 0                | 0                | 0                | 0                           | 0                           | 0                           | 0                  | 0                  | 0                  | 1     | 0     | 0       |
| Total na carreira | Total na carreira | 308                 | 144                 | 52                  | 58               | 27               | 4                | 68                          | 20                          | 3                           | 19                 | 3                  | 0                  | 454   | 196   | 49      |

- a. ^ Jogos da Copa da Ucrânia, Copa da Inglaterra e Copa do Brasil
- b. ^ Jogos da Liga Europa, Liga dos Campeões, Copa Sul-Americana e Copa Libertadores
- c. ^ Jogos do Supercopa da Ucrânia, Supercopa da Inglaterra e Campeonato Carioca, Granada Cup, Super Series e partidas amistosas

Jogos pelo Flamengo
Até 15 de junho de 2015.
| Jogos pelo Flamengo                 | Jogos pelo Flamengo | Jogos pelo Flamengo                | Jogos pelo Flamengo | Jogos pelo Flamengo | Jogos pelo Flamengo | Jogos pelo Flamengo   |
| #                                   | Data                | Local                              | Resultado           | Adversário          | Gols                | Competição            |
| 2014                                | 2014                | 2014                               | 2014                | 2014                | 2014                | 2014                  |
| ----------------------------------- | ------------------- | ---------------------------------- | ------------------- | ------------------- | ------------------- | --------------------- |
| 1.                                  | 3 de agosto         | Arena Condá, Chapecó               | 0–1                 | Chapecoense         | 0                   | Brasileirão           |
| 2.                                  | 10 de agosto        | Maracanã, Rio de Janeiro           | 1–0                 | Sport               | 1                   | Brasileirão           |
| 3.                                  | 17 de agosto        | Couto Pereira, Curitiba            | 1–0                 | Coritiba            | 0                   | Brasileirão           |
| 4.                                  | 20 de agosto        | Maracanã, Rio de Janeiro           | 2–1                 | Atlético Mineiro    | 1                   | Brasileirão           |
| 5.                                  | 24 de agosto        | Heriberto Hülse, Criciúma          | 2–0                 | Criciúma            | 1                   | Brasileirão           |
| 6.                                  | 27 de agosto        | Couto Pereira, Curitiba            | 0–3                 | Coritiba            | 0                   | Copa do Brasil        |
| 7.                                  | 3 de setembro       | Maracanã, Rio de Janeiro           | 3–0                 | Coritiba            | 1                   | Copa do Brasil        |
| 8.                                  | 6 de setembro       | Maracanã, Rio de Janeiro           | 0–1                 | Grêmio              | 0                   | Brasileirão           |
| 9.                                  | 10 de setembro      | Arena Pantanal, Cuiabá             | 0–1                 | Goiás               | 0                   | Brasileirão           |
| 10.                                 | 14 de setembro      | Maracanã, Rio de Janeiro           | 1–0                 | Corinthians         | 0                   | Brasileirão           |
| 11.                                 | 17 de setembro      | Pacaembu, São Paulo                | 2–2                 | Palmeiras           | 0                   | Brasileirão           |
| 12.                                 | 21 de setembro      | Maracanã, Rio de Janeiro           | 1–1                 | Fluminense          | 1                   | Brasileirão           |
| 13.                                 | 28 de setembro      | Arena Fonte Nova, Salvador         | 1–2                 | Bahia               | 1                   | Brasileirão           |
| 14.                                 | 1 de outubro        | Arena das Dunas, Natal             | 1–0                 | América de Natal    | 0                   | Copa do Brasil        |
| 15.                                 | 4 de outubro        | Maracanã, Rio de Janeiro           | 0–1                 | Santos              | 0                   | Brasileirão           |
| 16.                                 | 8 de outubro        | Orlando Scarpelli, Florianópolis   | 2–1                 | Figueirense         | 1                   | Brasileirão           |
| 17.                                 | 12 de outubro       | Maracanã, Rio de Janeiro           | 3–0                 | Cruzeiro            | 0                   | Brasileirão           |
| 18.                                 | 15 de outubro       | Maracanã, Rio de Janeiro           | 1–0                 | América de Natal    | 0                   | Copa do Brasil        |
| 19.                                 | 19 de outubro       | Arena da Baixada, Curitiba         | 1–2                 | Atlético Paranaense | 1                   | Brasileirão           |
| 20.                                 | 22 de outubro       | Maracanã, Rio de Janeiro           | 2–0                 | Internacional       | 0                   | Brasileirão           |
| 21.                                 | 25 de outubro       | Arena da Amazônia, Manaus          | 1–2                 | Botafogo            | 1                   | Brasileirão           |
| 22.                                 | 29 de outubro       | Maracanã, Rio de Janeiro           | 2–0                 | Atlético Mineiro    | 0                   | Copa do Brasil        |
| 23.                                 | 2 de novembro       | Maracanã, Rio de Janeiro           | 3–0                 | Chapecoense         | 0                   | Brasileirão           |
| 24.                                 | 5 de novembro       | Mineirão, Belo Horizonte           | 1–4                 | Atlético Mineiro    | 0                   | Copa do Brasil        |
| 2015                                |                     |                                    |                     |                     |                     |                       |
| 25.                                 | 11 de fevereiro     | Maracanã, Rio de Janeiro           | 5–1                 | Cabofriense         | 1                   | Campeonato Carioca    |
| 26.                                 | 19 de fevereiro     | Maracanã, Rio de Janeiro           | 2–0                 | Boavista-RJ         | 0                   | Campeonato Carioca    |
| 27.                                 | 22 de fevereiro     | Raulino de Oliveira, Volta Redonda | 1–1                 | Madureira           | 0                   | Campeonato Carioca    |
| 28.                                 | 18 de março         | Maracanã, Rio de Janeiro           | 2–0                 | Brasil de Pelotas   | 1                   | Copa do Brasil        |
| 29.                                 | 1 de março          | Maracanã, Rio de Janeiro           | 0–1                 | Botafogo            | 0                   | Campeonato Carioca    |
| 30.                                 | 4 de março          | Maracanã, Rio de Janeiro           | 2–0                 | Nacional            | 1                   | Partida amistosa      |
| 31.                                 | 7 de março          | Engenhão, Rio de Janeiro           | 2–0                 | Friburguense        | 0                   | Campeonato Carioca    |
| 32.                                 | 11 de março         | Maracanã, Rio de Janeiro           | 2–1                 | Volta Redonda       | 0                   | Campeonato Carioca    |
| 33.                                 | 25 de março         | Maracanã, Rio de Janeiro           | 2–1                 | Bangu               | 0                   | Campeonato Carioca    |
| 34.                                 | 28 de março         | Engenhão, Rio de Janeiro           | 2–0                 | Bonsucesso          | 0                   | Campeonato Carioca    |
| 35.                                 | 8 de abril          | Moacyrzão, Macaé                   | 0–0                 | Nova Iguaçu         | 0                   | Campeonato Carioca    |
| 36.                                 | 19 de abril         | Maracanã, Rio de Janeiro           | 0–1                 | Vasco da Gama       | 0                   | Campeonato Carioca    |
| 37.                                 | 10 de maio          | Morumbi, São Paulo                 | 1–2                 | São Paulo           | 0                   | Brasileirão           |
| 38.                                 | 17 de maio          | Maracanã, Rio de Janeiro           | 2–2                 | Sport               | 0                   | Brasileirão           |
| 39.                                 | 27 de maio          | Maracanã, Rio de Janeiro           | 1–1                 | Náutico             | 0                   | Brasileirão           |
| 40.                                 | 31 de maio          | Maracanã, Rio de Janeiro           | 2–3                 | Fluminense          | 1                   | Copa do Brasil        |
| 41.                                 | 3 de junho          | Mineirão, Belo Horizonte           | 0–1                 | Cruzeiro            | 0                   | Campeonato Brasileiro |
| 42.                                 | 6 de junho          | Maracanã, Rio de Janeiro           | 1–0                 | Chapecoense         | 0                   | Campeonato Brasileiro |
| 43.                                 | 13 de junho         | Couto Pereira, Curitiba            | 1–0                 | Coritiba            | 1                   | Campeonato Brasileiro |
| 44.                                 | 20 de junho         | Maracanã, Rio de Janeiro           | 0–2                 | Atlético Mineiro    | 0                   | Campeonato Brasileiro |
| 45.                                 | 28 de junho         | Arena Pantanal, Cuiabá             | 0–1                 | Vasco da Gama       | 0                   | Brasileiro            |
| Legenda: Vitória — Empate — Derrota |                     |                                    |                     |                     |                     |                       |

### Seleção Croata
Abaixo estão listados todos e jogos e gols do futebolista pela Seleção Croata, desde as categorias de base. Abaixo da tabela, clique em expandir para ver a lista detalhada dos jogos de acordo com a categoria selecionada.
Gols pela seleção nacional
| Gols pela Seleção Croata | Gols pela Seleção Croata | Gols pela Seleção Croata       | Gols pela Seleção Croata | Gols pela Seleção Croata | Gols pela Seleção Croata | Gols pela Seleção Croata               |
| 2006–13                  | 2006–13                  | 2006–13                        | 2006–13                  | 2006–13                  | 2006–13                  | 2006–13                                |
| #                        | Data                     | Local                          | Adversário               | Placar                   | Resultado                | Competição                             |
| ------------------------ | ------------------------ | ------------------------------ | ------------------------ | ------------------------ | ------------------------ | -------------------------------------- |
| 1.                       | 1 de fevereiro de 2006   | Hong Kong, China               | Hong Kong                | 0–3                      | 0–4                      | Carlsberg Cup 2006                     |
| 2.                       | 16 de agosto de 2006     | Livorno, Itália                | Itália                   | 0–1                      | 0–2                      | Partida amistosa                       |
| 3.                       | 11 de outubro de 2006    | Zagreb, Croácia                | Inglaterra               | 1–0                      | 2–0                      | Eliminatórias da Euro 2008             |
| 4.                       | 15 de novembro de 2006   | Ramat Gan, Israel              | Israel                   | 1–2                      | 3–4                      | Eliminatórias da Euro 2008             |
| 5.                       | 15 de novembro de 2006   | Ramat Gan, Israel              | Israel                   | 1–3                      | 3–4                      | Eliminatórias da Euro 2008             |
| 6.                       | 15 de novembro de 2006   | Ramat Gan, Israel              | Israel                   | 2–4                      | 3–4                      | Eliminatórias da Euro 2008             |
| 7.                       | 24 de março de 2007      | Zagreb, Croácia                | Macedônia do Norte       | 2–1                      | 2–1                      | Eliminatórias da Euro 2008             |
| 8.                       | 2 de junho de 2007       | Tallinn, Estônia               | Estônia                  | 0–1                      | 0–1                      | Eliminatórias da Euro 2008             |
| 9.                       | 22 de agosto de 2007     | Sarajevo, Bósnia e Herzegovina | Bósnia e Herzegovina     | 0–1                      | 3–5                      | Partida amistosa                       |
| 10.                      | 8 de setembro de 2007    | Zagreb, Croácia                | Estônia                  | 1–0                      | 2–0                      | Eliminatórias da Euro 2008             |
| 11.                      | 8 de setembro de 2007    | Zagreb, Croácia                | Estônia                  | 2–0                      | 2–0                      | Eliminatórias da Euro 2008             |
| 12.                      | 12 de setembro de 2007   | Andorra-a-Velha, Andorra       | Andorra                  | 0–5                      | 0–6                      | Eliminatórias da Euro 2008             |
| 13.                      | 13 de outubro de 2007    | Zagreb, Croácia                | Israel                   | 1–0                      | 1–0                      | Eliminatórias da Euro 2008             |
| 14.                      | 1 de abril de 2009       | Andorra-a-Velha, Andorra       | Andorra                  | 0–2                      | 0–2                      | Eliminatórias da Copa do Mundo de 2010 |
| 15.                      | 12 de agosto de 2009     | Minsk, Bielorrússia            | Bielorrússia             | 0–2                      | 1–3                      | Eliminatórias da Copa do Mundo de 2010 |
| 16.                      | 9 de setembro de 2009    | Londres, Inglaterra            | Inglaterra               | 4–1                      | 5–1                      | Eliminatórias da Copa do Mundo de 2010 |
| 17.                      | 14 de novembro de 2009   | Vinkovci, Croácia              | Liechtenstein            | 3–0                      | 5–0                      | Partida amistosa                       |
| 18.                      | 14 de novembro de 2009   | Vinkovci, Croácia              | Liechtenstein            | 4–0                      | 5–0                      | Partida amistosa                       |
| 19.                      | 9 de fevereiro de 2011   | Pula, Croácia                  | Tchéquia                 | 1–0                      | 4–2                      | Partida amistosa                       |
| 20.                      | 6 de setembro de 2011    | Zagreb, Croácia                | Israel                   | 2–1                      | 3–1                      | Eliminatórias da Euro 2012             |
| 21.                      | 6 de setembro de 2011    | Zagreb, Croácia                | Israel                   | 3–1                      | 3–1                      | Eliminatórias da Euro 2012             |
| 22.                      | 11 de outubro de 2011    | Rijeka, Croácia                | Letônia                  | 1–0                      | 2–0                      | Eliminatórias da Euro 2012             |
| 23.                      | 2 de junho de 2012       | Oslo, Noruega                  | Noruega                  | 0–1                      | 1–1                      | Partida amistosa                       |
| 24.                      | 15 de agosto de 2012     | Split, Croácia                 | Suíça                    | 1–0                      | 2–4                      | Partida amistosa                       |
| 25.                      | 15 de agosto de 2012     | Split, Croácia                 | Suíça                    | 2–3                      | 2–4                      | Partida amistosa                       |
| 26.                      | 16 de outubro de 2012    | Osijek, Croácia                | País de Gales            | 2–0                      | 2–0                      | Eliminatórias da Copa do Mundo de 2014 |
| 27.                      | 26 de março de 2013      | Swansea, País de Gales         | País de Gales            | 2–1                      | 2–1                      | Eliminatórias da Copa do Mundo de 2014 |
| 28.                      | 14 de agosto de 2013     | Vaduz, Liechtenstein           | Liechtenstein            | 0–1                      | 2–3                      | Partida amistosa                       |
| 29.                      | 14 de agosto de 2013     | Vaduz, Liechtenstein           | Liechtenstein            | 2–3                      | 2–3                      | Partida amistosa                       |

## Títulos
Dinamo Zagreb
- Prva HNL: 2005–06 e 2006–07
- Copa da Croácia: 2003–04 e 2006–07
- Supercopa da Croácia: 2003 e 2006

Shakhtar Donetsk
- Campeonato Ucraniano: 2010–11, 2011–12, 2012–13 e 2013–14
- Copa da Ucrânia: 2010–11, 2011–12 e 2012–13
- Supercopa da Ucrânia: 2012

Flamengo
- Torneio Super Series: 2015
- Torneio Super Clássicos: 2015

## Prêmios individuais
- Jogador croata do ano: 2004 e 2006
- Jogador do ano na Prva HNL: 2004
- Artilheiro da Prva HNL: 2007 (34 gols)
- Artilheiro da Copa da Ucrânia: 2013–14 (4 gols)